# Filmografia de Charles Chaplin

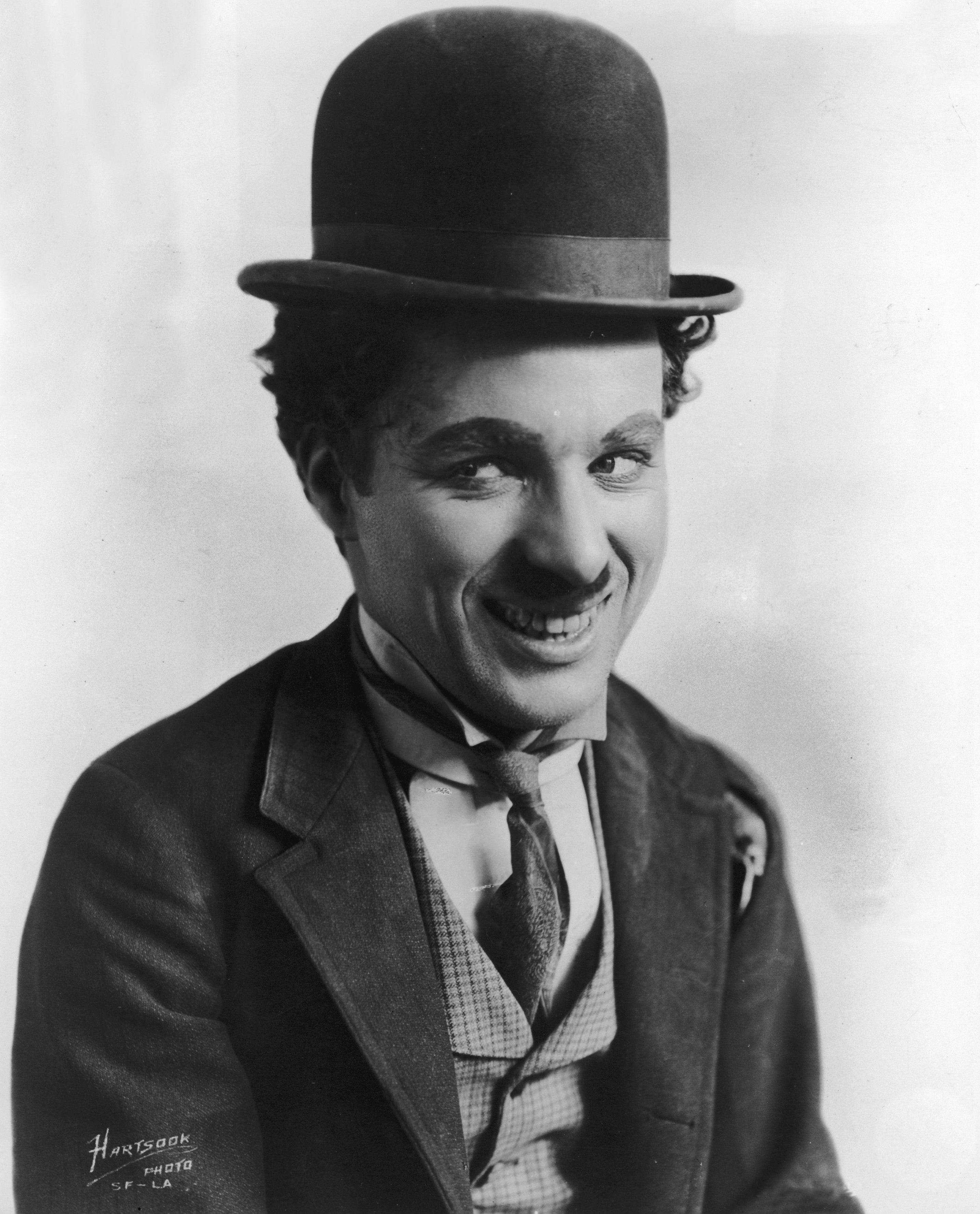
Chaplin caracteritzat com a Charlot

Charles Chaplin (1889–1977) va ser un actor, director, productor, guionista i compositor de bandes sonores anglès que va treballar en el món del cinema entre 1914 i 1967. És una de les grans icones de la història del cinema gràcies al seu personatge de Charlot i potser la persona que millor va definir el seu temps. Entre el 1910 i el 1920 va ser considerada la persona més famosa del planeta.
Durant la seva carrera, Chaplin va ser premiat tres vegades amb un Oscar per l'Acadèmia de les Arts i les Ciències Cinematogràfiques. A la primera cerimònia dels Oscar, va ser originalment nominat com a millor actor i com a millor director per The Circus (1928). L'Acadèmia va retirar les dues nominacions i el va premiar amb un Oscar honorífic perquè el seu èxit com a guionista, director i actor mereixen un apartat per si sol. El 1972, va tornar als Estats Units després de dues dècades d'absència per tal de recollir un segon Oscar honorífic, en aquest cas per l'efecte incalculable que havia tingut el seu cinema en l'art del segle xx. El 1973 Chaplin va ser premiat de nou amb l'Oscar a la millor banda sonora per Limelight. Malgrat que la pel·lícula tenia 20 anys en aquell moment no havia estat estrenada a Los Angeles fins al 1972 i, per tant, no havia estat elegible fins aquell moment. Chaplin va ser nominat altres vegades per l'Acadèmia sense rebre el guardó. El 1940 a la millor pel·lícula, millor actor i millor guió original per The Great Dictator. El 1942, va ser nominat a l'Oscar a la millor banda sonora, juntament al de millor so per "La quimera de l'or", de la que Chaplin va estrenar una reedició afegint-hi una banda sonora. Finalment, el 1947 també va ser nominat a l'Oscar al millor guió original per "Monsieur Verdoux".
Fins al 2019, set de les pel·lícules protagonitzades per Chaplin han estat afegides al National Film Registry dels Estats Units: Kid Auto Races at Venice (1914), The Immigrant (1917), The Kid (1921), The Gold Rush (1925), City Lights (1931), Modern Times (1936), i The Great Dictator (1940). També ha estat afegida Show People (1928) de King Vidor, en la que Chaplin feia un cameo.

## Filmografia oficial
El 1965, Chaplin va establir la seva filmografia oficial amb la publicació del seu llibre “My Autobiography”, en el que incloïa 80 pel·lícules realitzades d'ençà 1914. Posteriorment es va afegir “La comtessa de Hong Kong” realitzada el 1967, i “A Thief Catcher”, una de les pel·lícules de la Keystone que es considerava perduda i que va ser descoberta el 2010.
Totes les pel·lícules que Chaplin va realitzar fins al 1928, inclosa “The Circus”, van ser pel·lícules mudes. Moltes d'elles foren reeditades posteriorment afegint-hi bandes sonores, moltes vegades compostes pel mateix Chaplin. Limelight (1931) i Modern Times (1936) eren essencialment pel·lícules mudes, malgrat que incloïen banda sonora amb música i efectes de so i amb seqüències parlades al final de la pel·lícula. Les últimes cinc pel·lícules eren parlades. A excepció de La comtessa de Hong Kong, totes les seves pel·lícules va ser filmades en blanc i negre en 35 mm.

### Keystone
Chaplin formava part de la companyia de Fred Karno que estava de gira pels Estats Units quan fou vist per Mack Sennett que li va proposar un contracte, ja que sabia que poc després abandonava la companyia un altre comediant, Ford Sterling. Chaplin apareix en 36 pel·lícules de la productora. Produïdes totes per Sennett, tenen una durada d'una bobina excepte en els casos que s'indica.
| Data d'estrena         | Títol                          | Acreditat com a | Acreditat com a | Acreditat com a | Acreditat com a | Acreditat com a               | Notes |
| Data d'estrena         | Títol                          | Compositor      | Productor       | Guionista       | Director        | Paper                         | Notes |
| ---------------------- | ------------------------------ | --------------- | --------------- | --------------- | --------------- | ----------------------------- | --- |
| 2 de febrer de 1914    | Making a Living                |                 |                 |                 |                 | Estafador                     | Primera pel·lícula de Chaplin. Dirigida per Henry Lehrman. |
| 7 de febrer de 1914    | Kid Auto Races at Venice       |                 |                 |                 |                 | Charlot (rodamón)             | Estrenat en mitja bobina (dues pel·lícules en una sola bobina) conjuntament amb la pel·lícula educativa Olives and Trees. Dirigida per Henry Lehrman. Afegida al National Film Registry el 2020.        |
| 9 de febrer de 1914    | Mabel's Strange Predicament    |                 |                 |                 |                 | Rodamón                       | Filmada abans però estrenada després que Kid Auto Races at Venice i, per tant, va ser la primera pel·lícula en què Chaplin utilitza la disfressa de Charlot. Dirigida per Mabel Normand.                |
| 19 de febrer de 1914   | A Thief Catcher                |                 |                 |                 |                 | policia                       | Es va descobrir la seva existència en trobar-se una còpia el 2010. Dirigida per Ford Sterling. |
| 28 de febrer de 1914   | Between Showers                |                 |                 |                 |                 | Galant                        | Darrera pel·lícula en que va ser dirigit per Henry Lehrman |
| 2 de març de 1914      | A Film Johnnie                 |                 |                 |                 |                 | Admirador d'estrelles de cine | Dirigida per George Nichols. |
| 9 de març 1914         | Tango Tangles                  |                 |                 |                 |                 | Client borratxo sala de ball  | Chaplin actua sense maquillar, sense bigoti. Dirigida per Mack Sennett. |
| 16 de març de 1914     | His Favourite Pastime          |                 |                 |                 |                 | Borratxo                      | Dirigida per George Nichols. |
| 26 de març de 1914     | Cruel, Cruel Love              |                 |                 |                 |                 | Lord Helpus                   | Dirigida per George Nichols i probablement també per Mack Sennett. |
| 4 d'abril de 1914      | The Star Boarder               |                 |                 |                 |                 | Seductor                      | Dirigida per George Nichols. |
| 18 d'abril de 1914     | Mabel at the Wheel             |                 |                 |                 |                 | Malvat                        | Primera pel·lícula de dues bobines. A partir d'aquesta Sennet li garanteix que podrà dirigir els seus films. Dirigida per Mabel Normand i Mack Sennett.                                                 |
| 20 d'abril de 1914     | Twenty Minutes of Love         |                 |                 | Sí              | Sí              | Carterista                    | Co-dirigida Joseph Maddern. |
| 27 d'abril de 1914     | Caught in a Cabaret            |                 |                 | Sí              | Sí              | Cambrer                       | Dues bobines. Co-dirigida amb Mabel Normand |
| 4 de maig de 1914      | Caught in the Rain             |                 |                 | Sí              | Sí              | Client de l'hotel             | Primera pel·lícula que dirigeix en solitari |
| 7 de maig de 1914      | A Busy Day                     |                 |                 | Sí              | Sí              | Esposa                        | Estrenat en mitja bobina conjuntament amb la pel·lícula educativa The Morning Papers. Primera vegada que Chaplin interpreta un personatge femení. Ho farà més endavant a "The Masquerader" i "A Woman". |
| 1 de juny de 1914      | The Fatal Mallet               |                 |                 |                 |                 | Pretendent                    | És la única pel·lícula en la que apareixen les 4 grans estrelles de la Keystone a la vegada: Chaplin, Mabel Normand, Mack Sennett i Mack Swain. Dirigida per Mack Sennett.                              |
| 4 de juny de 1914      | Her Friend the Bandit          |                 |                 | Sí              | Sí              | Bandit                        | Es considera una pel·lícula perduda. Co-dirigida amb Mabel Normand |
| 11 de juny de 1914     | The Knockout                   |                 |                 |                 |                 | Àrbitre                       | Pel·lícula de dues bobines. Co-dirigida per Mack Sennett i Charles Avery. |
| 13 de juny de 1914     | Mabel's Busy Day               |                 |                 |                 |                 | Alborotador                   | Dirigida per Mabel Normand. |
| 20 de juny de 1914     | Mabel's Married Life           |                 |                 | Sí              | Sí              | Marit de Mabel                | co-escrita amb Mabel Normand |
| 9 de juliol de 1914    | Laughing Gas                   |                 |                 | Sí              | Sí              | Ajudant de dentista           | |
| 1 d'agost de 1914      | The Property Man               |                 |                 | Sí              | Sí              | Propietari                    | Pel·lícula de dues bobines |
| 10 d'agost de 1914     | The Face on the Bar Room Floor |                 |                 | Sí              | Sí              | Artista                       | |
| 13 d'agost de 1914     | Recreation                     |                 |                 | Sí              | Sí              | Rodamón                       | Estrenat en mitja bobina conjuntament amb la pel·lícula documental The Yosemite. |
| 27 d'agost de 1914     | The Masquerader                |                 |                 | Sí              | Sí              | Charlot i una estrangera      | |
| 31 d'agost de 1914     | His New Profession             |                 |                 | Sí              | Sí              | Rodamón                       | |
| 7 de setembre de 1914  | The Rounders                   |                 |                 | Sí              | Sí              | Tronera                       | |
| 24 de setembre de 1914 | The New Janitor                |                 |                 | Sí              | Sí              | Conserge                      | Chaplin desenvoluparia l’any següent la mateixa idea a “The Bank” (1915), ja amb l’Essanay. |
| 10 d'octubre de 1914   | Those Love Pangs               |                 |                 | Sí              | Sí              | Faldiller                     | |
| 26 d'octubre de 1914   | Dough and Dynamite             |                 |                 | Sí              | Sí              | Cambrer                       | Pel·lícula de dues bobines co-escrita amb Chester Conklin, va suposar l'èxit més gran de Chaplin en aquesta etapa.                                                                                      |
| 29 d'octubre de 1914   | Gentlemen of Nerve             |                 |                 | Sí              | Sí              | Espectador cursa de cotxes    | |
| 7 de novembre de 1914  | His Musical Career             |                 |                 | Sí              | Sí              | Transportista de pianos       | |
| 9 de novembre de 1914  | His Trysting Place             |                 |                 | Sí              | Sí              | Marit                         | Pel·lícula de dues bobines |
| 14 de novembre de 1914 | Tillie's Punctured Romance     |                 |                 |                 |                 | Estafador faldiller de ciutat | Sis bobines. Primer llargmetratge comic del cinema dels Estats Units. Dirigida per Mack Sennett. |
| 5 de desembre de 1914  | Getting Acquainted             |                 |                 | Sí              | Sí              | Marit                         | Darrera pel·lícula que rodaria per a la Keystone (tot i que "His Preshistoric Past" s'estrenaria més tard) i també la darrera col·laboració amb Mabel Normand.                                          |
| 7 de desembre de 1914  | His Prehistoric Past           |                 |                 | Sí              | Sí              | Troglodita                    | Pel·lícula de dues bobines |

### Essanay
A la Essanay Chaplin va protagonitzar, dirigir i escriure, 15 pel·lícules, totes produïdes per Jesse T. Robbins. La majoria, excepte els casos que s'indica, tenen una durada de dues bobines.
| Data d'estrena         | Títol                 | Acreditat com a | Acreditat com a | Acreditat com a | Acreditat com a | Acreditat com a        | Notes |
| Data d'estrena         | Títol                 | Compositor      | Productor       | Guió            | Direcció        | Paper                  | Notes |
| ---------------------- | --------------------- | --------------- | --------------- | --------------- | --------------- | ---------------------- | --- |
| 1 de febrer de 1915    | His New Job           |                 |                 | Sí              | Sí              | Extra                  | |
| 15 de febrer de 1915   | A Night Out           |                 |                 | Sí              | Sí              | Tronera                | Debut d'Edna Purviance |
| 11 de març de 1915     | The Champion          |                 |                 | Sí              | Sí              | Aspirant a boxador     | |
| 18 de març de 1915     | In the Park           |                 |                 | Sí              | Sí              | Charlie                | Pel·lícula d'una bobina |
| 1 d'abril de 1915      | A Jitney Elopement    |                 |                 | Sí              | Sí              | Pretendent, fals comte | |
| 11 d'abril de 1915     | The Tramp             |                 |                 | Sí              | Sí              | Charlot                | Amb aquesta película, el persontage de Charlot evoluciona, deixant enrere la comèdia de clatellades per esdevenir el personatge final que es mantindrà fins al final. |
| 29 d'abril de 1915     | By the Sea            |                 |                 | Sí              | Sí              | Passejant              | Pel·lícula d'una bobina |
| 21 de juny de 1915     | Work                  |                 |                 | Sí              | Sí              | Aprenent               | |
| 12 de juliol 1915      | A Woman               |                 |                 | Sí              | Sí              | Charlot / la dona      | |
| 9 d'agost de 1915      | The Bank              |                 |                 | Sí              | Sí              | Conserge               | |
| 4 d'octubre 1915       | Shanghaied            |                 |                 | Sí              | Sí              | Charlot                | |
| 20 de novembre de 1915 | A Night in the Show   |                 |                 | Sí              | Sí              | Mr. Pest i Mr. Rowdy   | És la primera vegada que Chaplin interpreta dos personatges a la vegada. |
| 18 de desembre de 1915 | A Burlesque on Carmen |                 |                 | Sí              | Sí              | Darn Hosiery           | Reestrenada sense autorització el 2 d'abril de 1916, amb un durada més llarga (4 bobines) per l'addició de noves seqüències i muntada per Leo White. |
| 27 de maig de 1916     | Police                |                 |                 | Sí              | Sí              | Ex-presidiari          | |
| 11 d'agost de 1918     | Triple Trouble        |                 |                 | Sí              | Sí              | Conserge               | Es tracta d'una compilació realitzada per Leo White d'escenes provinents de Police, d'una pel·lícula inacabada que s'havia d'anomenar Life, així com de nou metratge filmat per White. Chaplin va incloure aquesta pel·lícula en la filmografia de la seva autobiografia. |

### Mutual
Chaplin va ser contractat per la Mutual Film Corporation que va constituir una productora exclusivament per a les seves pel·lícules. En total Chaplin va produir, dirigir i interpretar 12 pel·lícules de dues bobines. L'any 1932, els Van Beuren Studios van comprar aquestes pel·lícules a la Mutual per 10.000 dòlars cada una, els van afegir una banda sonora composdes per Gene Rodemich i Winston Sharples, efectes sonors, i les van reestrenar a través de RKO Radio Pictures.
| Data d'estrena         | Title             | Acreditat com a | Acreditat com a | Acreditat com a | Acreditat com a | Acreditat com a          | Notes |
| Data d'estrena         | Title             | Compositor      | Productor       | Guionista       | Director        | Paper                    | Notes |
| ---------------------- | ----------------- | --------------- | --------------- | --------------- | --------------- | ------------------------ | --- |
| 15 de maig de 1916     | The Floorwalker   |                 | Sí              | Sí              | Sí              | Client sense diners      | Co-escrita amb Vincent Bryan |
| 12 de juny de 1916     | The Fireman       |                 | Sí              | Sí              | Sí              | Bomber                   | Co-escrita amb Vincent Bryan |
| 10 de juliol de 1916   | The Vagabond      |                 | Sí              | Sí              | Sí              | Músic de carrer          | Co-escrita amb Vincent Bryan |
| 7 d'agost de 1916      | One A.M.          |                 | Sí              | Sí              | Sí              | Borratxo                 | La pel·lícula va suposar el debut de Rollie Toteroth com a director de fotografia de Chaplin.                                                     |
| 4 de setembre de 1916  | The Count         |                 | Sí              | Sí              | Sí              | Ajudant de sastre        | |
| 2 d'octubre de 1916    | The Pawnshop      |                 | Sí              | Sí              | Sí              | Ajudant de prestamista   | |
| 13 de novembre de 1916 | Behind the Screen |                 | Sí              | Sí              | Sí              | Ajudant d'escenografia   | |
| 4 de desembre de 1916  | The Rink          |                 | Sí              | Sí              | Sí              | Cambrer i patinador      | Es considera un clàssic dins la seva filmografia bàsicament per la llarga seqüència en la que Chaplin mostra les seves habilitats amb els patins. |
| 22 de gener de 1917    | Easy Street       |                 | Sí              | Sí              | Sí              | Policia                  | |
| 16 d'abril de 1917     | The Cure          |                 | Sí              | Sí              | Sí              | Alcohòlic en un balneari | |
| 17 de juny de 1917     | The Immigrant     |                 | Sí              | Sí              | Sí              | Immigrant                | Afegida al National Film Registry el 1998. |
| 22 d'octubre de 1917   | The Adventurer    |                 | Sí              | Sí              | Sí              | Convicte fugat           | |

### First National
Entre 1918 I 1923 Chaplin va escriure, produir dirigir i protagonitzar nou pel·lícules amb la seva pròpia productora. Aquestes pel·lícules van ser distribuïdes per la First National Pictures. Posteriorment, Chaplin va compondre la banda sonora de moltes d'elles en re-estrenes posteriors.
| Data d'estrena         | Títol            | Acreditat com a | Acreditat com a | Acreditat com a | Acreditat com a | Acreditat com a           | Notes |
| Data d'estrena         | Títol            | Compositor      | Productor       | Guionista       | Director        | Paper                     | Notes |
| ---------------------- | ---------------- | --------------- | --------------- | --------------- | --------------- | ------------------------- | --- |
| 14 d'abril de 1918     | A Dog's Life     | Sí              | Sí              | Sí              | Sí              | Rodamón                   | Pel·lícula de 3 bobines.                                                                                      |
| 29 de setembre de 1918 | The Bond         |                 | Sí              | Sí              | Sí              | Rodamón                   | Mitja bobina. Rodada per promocionar els bons de guerra dels Estats Units.                                    |
| 20 d'octubre de 1918   | Shoulder Arms    | Sí              | Sí              | Sí              | Sí              | Recluta                   | Pel·lícula de tres bobines tot i que inicialment hi havia material per a cinc bobines.                        |
| 15 de maig de 1919     | Sunnyside        | Sí              | Sí              | Sí              | Sí              | noi dels encàrrecs        | Pel·lícula de 3 bobines.                                                                                      |
| 15 de desembre de 1919 | A Day's Pleasure | Sí              | Sí              | Sí              | Sí              | Pare                      | Pel·lícula de dues bobines. Primera pel·lícula de Jackie Coogan, futura estrella de "The Kid" (1921).         |
| 6 de febrer de 1921    | The Kid          | Sí              | Sí              | Sí              | Sí              | Rodamón                   | Pel·lícula de 6 bobines. Afegida al National Film Registry el 2011. Primer llargmetratge dirigit per Chaplin. |
| 25 de setembre de 1921 | The Idle Class   | Sí              | Sí              | Sí              | Sí              | Rodamón / marit negligent | Pel·lícula de dues bobines.                                                                                   |
| 2 d'abril de 1922      | Pay Day          | Sí              | Sí              | Sí              | Sí              | Treballador               | Pel·lícula de dues bobines. Darrer curtmetratge de Chaplin.                                                   |
| 26 de febrer de 1923   | The Pilgrim      | Sí              | Sí              | Sí              | Sí              | Convicte fugat            | Pel·lícula de 4 bobines.                                                                                      |

### United Artists
El 1919 Chaplin va fundar la United Artists conjuntament amb D. W. Griffith, Mary Pickford i Douglas Fairbanks al qual, a partir del 1923 va començar a distribuir les seves pel·lícules, totes llargmetratges. En total va produir, dirigir i escriure vuit pel·lícules essent el protagonista de totes elles excepte la primera. A partir de City Lights Chaplin també en va escriure les bandes sonores. Per a la resta de pel·lícules, Chaplin va escriure una banda sonora posteriorment per a les seves re-estrenes.
| Data d'estrena         | Títol              | Acreditat com a | Acreditat com a | Acreditat com a | Acreditat com a | Acreditat com a            | Notes |  |
| Data d'estrena         | Títol              | Compositor      | Productor       | Guionista       | Director        | Paper                      | Notes |  |
| ---------------------- | ------------------ | --------------- | --------------- | --------------- | --------------- | -------------------------- | --- |  |
| 26 de setembre de 1923 | A Woman of Paris   | Sí              | Sí              | Sí              | Sí              |                            | Portamaletes (cameo) |  |
| 26 de juny de 1925     | The Gold Rush      | Sí              | Sí              | Sí              | Sí              | Cercador d'or              | Afegida al National Film Registry el 1992. Nominada a l'Oscar a la millor banda sonora després de la seva reestrena el 1942.                                                      |  |
| 6 de gener de 1928     | The Circus         | Sí              | Sí              | Sí              | Sí              | Rodamón                    | Originalment Chaplin fou nominat com a millor actor i com a millor director. L'Acadèmia va retirar les dues nominacions i el va premiar amb un Oscar honorífic                    |  |
| 30 de gener de 1931    | City Lights        | Sí              | Sí              | Sí              | Sí              | Rodamón                    | Afegida al National Film Registry el 1991, |  |
| 5 de febrer de 1936    | Modern Times       | Sí              | Sí              | Sí              | Sí              | Treballador d'una fàbrica  | Afegida al National Film Registry el 1989. |  |
| 15 d'octubre de 1940   | The Great Dictator | Sí              | Sí              | Sí              | Sí              | Adenoid Hynkel / el barber | Afegida al National Film Registry el 1997. Nominada a l'Oscar al millor actor, millor actor secundari millor pel·lícula, millor guió original i millor banda sonora.              |  |
| 11 d'abril de 1947     | Monsieur Verdoux   | Sí              | Sí              | Sí              | Sí              | Monsieur Henri Verdoux     | Nominada a l'Oscar al millor guió original. |  |
| 16 d'octubre de 1952}} | Limelight          | Sí              | Sí              | Sí              | Sí              | Calvero                    | Boicotejada als Estats Units degut a les seves suposades simpaties comunistes. En estrenar-se a Los Angeles el 1972 va ser premiada a l'Oscar a la millor banda sonora dramàtica. |  |

### Produccions britàniques
El 1952, Chaplin va viatjar a Anglaterra per assistir a l'estrena a Londres de Limelight. Un cop allà, el govern nord-americà li va anul·lar el visat de retorn al país pel seu suposat suport al comunisme. Com a resultat, les seves dues darreres pel·lícules es van produir al Regne Unit.
| Data d'estrena         | Títol                     | Acreditat com a | Acreditat com a | Acreditat com a | Acreditat com a | Acreditat com a | Notes                                                                              |
| Data d'estrena         | Títol                     | Compositor      | Productor       | Guionista       | Director        | Paper           | Notes                                                                              |
| ---------------------- | ------------------------- | --------------- | --------------- | --------------- | --------------- | --------------- | ---------------------------------------------------------------------------------- |
| 12 de setembre de 1957 | A King in New York        | Sí              | Sí              | Sí              | Sí              | Rei Shahdov     | El seu darrer paper protagonista. No es va estrenar als Estats Units fins al 1972. |
| 5 de gener de 1967     | A Countess from Hong Kong | Sí              |                 | Sí              | Sí              | Vell criat      | Darrera pel·lícula de Chaplin                                                      |

## Aparicions en altres pel·lícules
Apart de les 82 pel·lícules ressenyades més amunt, Chaplin va deixar diferents pel·lícules inacabades, va realitzar diferents cameos com a ell mateix i es van realitzar diferents compilacions de les seves pel·lícules.

### Pel·lícules incomplertes o no estrenades
| Any(s)             | Títol                  | Acreditat com a | Acreditat com a | Acreditat com a | Acreditat com a | Acreditat com a | Notes |
| Any(s)             | Títol                  | Compositor      | Productor       | Guionista       | Director        | Paper           | Notes |
| ------------------ | ---------------------- | --------------- | --------------- | --------------- | --------------- | --------------- | --- |
| 1915–1916          | Life                   |                 | Sí              | Sí              | Sí              |                 | Pel·lícula incomplerta de la que parts va ser aprofitades per a la compilació The Essanay-Chaplin Revue (vegeu més avall).                                |
| 1918               | How to Make Movies     |                 | Sí              | Sí              | Sí              | Ell mateix      | No va ser mai muntada, algunes parts es van reutilitzar a The Chaplin Revue (vegeu més avall). Reconstruida el 1981 per Kevin Brownlow i David Gill.      |
| 1918               | Pel·lícula sense títol |                 | Sí              | Sí              | Sí              | Ell mateix      | Pel·lícula co-protagonitzada per Harry Lauder amb finalitats benèfiques.                                                                                  |
| 1919               | The Professor          |                 | Sí              | Sí              | Sí              | Professor Bosco | Pel·lícula de dues bobines mai estrenada rodada amb la idea de presentar-la a la United Artists com la darrea a que estava obligat per contracte.         |
| Al voltant de 1922 | Nice and Friendly      |                 | Sí              | Sí              | Sí              | Rodamón         | Sketch improvisat. Rodada com a regal de noces per a Lord and Lady Mountbatten.                                                                           |
| 1926               | A Woman of the Sea     |                 | Sí              |                 |                 |                 | Pel·lícula finalitzada però mai estrenada. Chaplin en va cremar el negatiu el 24 de juny de 1933.                                                         |
| 1933               | All at Sea             |                 |                 |                 |                 | Ell mateix      | Pel·lícula casolana d'onze minuts filmada per Alistair Cooke a bord del Panacea, la barca de Chaplin, interpretada per Cooke, Chaplin i Paulette Goddard. |
| 1966–1975          | The Freak              |                 |                 | Sí              |                 |                 | Una producció inacabada realitzada per la seva filla Victoria.                                                                                            |

### Compilacions
La majoria de les compilacions de pel·lícules de la Keystone, Eassanay i Mutual van ser fetes sense la seva autorització els anys posteriors a deixar aquestes productores. La llista no és exhaustiva però conté les més notables. Incidentalment, Chaplin va reeditar i musicar els seus curtmetratges per a la First National per ser reestrenats entre el 1959 i el 1975.
| Data d'estrena         | Títol                         | Acreditat com a | Acreditat com a | Acreditat com a | Acreditat com a | Acreditat com a                                                               | Notes |
| Data d'estrena         | Títol                         | Compositor      | Productor       | Guionista       | Director        | Paper                                                                         | Notes |
| ---------------------- | ----------------------------- | --------------- | --------------- | --------------- | --------------- | ----------------------------------------------------------------------------- | --- |
| 31 de març de 1915     | Introducing Charlie Chaplin   |                 |                 |                 |                 |                                                                               | Pel·lícula promocional per a que els exhibidors la puguin presentar com a pròleg a les pel·lícules de Chaplin.                                                              |
| 23 de setembre de 1916 | The Essanay-Chaplin Revue     |                 |                 | Sí              | Sí              | Ex-convicte                                                                   | Muntada per Leo White a partir de fragments de Police i de Life juntament amb material filmat per White.                                                                    |
| 1916                   | Zepped                        |                 |                 |                 |                 |                                                                               | Pel·lícula de propaganda de la Primera Guerra Mundial de set minuts. Va ser descoberta el 2009.                                                                             |
| Maig del 1918          | Chase Me Charlie              |                 |                 | Sí              | Sí              |                                                                               | Muntatge de 7 bobines de les pel·lícules de l'Essanay mutat per Langford Reed. Estrenada al Regne Unit.                                                                     |
| Al voltant del 1920    | Charlie Butts In              |                 |                 | Sí              | Sí              |                                                                               | Versió d'una sola bobina de la segona pel·lícula per a la Essanay, "A Night Out", incorporant talls alternatius i una seqüència de Chaplin dirigint una banda a Mer Island. |
| 1938                   | The Charlie Chaplin Carnival  | Sí              | Sí              | Sí              | Sí              | Ajudant de escenografia / Ajudant de sastre / Bomber / Músic de carrer        | Compilació de "Behind the Screen", "The Count", "The Fireman", i "The Vagabond", amb música i efectes sonors addicionals.                                                   |
| 1938                   | The Charlie Chaplin Calvacade | Sí              | Sí              | Sí              | Sí              | Borratxo / Cambrer i patinador / Ajudant de prestamista / Client sense diners | Compilació de "One A.M.", "The Rink", "The Pawnshop", i "The Floorwalker", amb música i efectes sonors addicionals.                                                         |
| 1938                   | The Charlie Chaplin Festival  | Sí              | Sí              | Sí              | Sí              | Immigrant / Alcohòlic / Policia / Convicte fugat                              | Compilació de "The Adventurer", "The Cure", "Easy Street" i "The Immigrant", amb música i efectes sonors addicionals.                                                       |
| 25 de setembre de 1959 | The Chaplin Revue             | Sí              | Sí              | Sí              | Sí              | Rodamón / Recluta / Convicte fugat / Ell mateix                               | Compilació de "A Dog's Life", "Shoulder Arms", "The Pilgrim", i "How to Make Movies".                                                                                       |
| 1975                   | The Gentleman Tramp           |                 |                 |                 |                 |                                                                               | Compilació documental mostrant noves escenes de Chaplin a casa seva a Suïssa.                                                                                               |

### Cameos
Apart de en les seves pel·lícules A Woman of Paris (1923) i La comtessa de Hong Kong (1967), Chaplin va aparèixer fent diversos cameos en les següents pel·lícules:
| Any  | Títol            | Notes                                      |
| ---- | ---------------- | ------------------------------------------ |
| 1915 | His Regeneration | Charles Chaplin– client                    |
| 1923 | Souls for Sale   | Apareix en el rodatge de A Woman of Paris. |
| 1923 | Hollywood        | Pel·lícula perduda.                        |
| 1926 | Camille          | Charles Chaplin– Mike                      |
| 1928 | Show People      | Afegida al National Film Registry el 2003. |